# Fluorenilmetilossicarbonil cloruro
Il fluorenil metilossicarbonil cloruro (FMOC-Cl) è un estere cloroformiato, utilizzato per introdurre il gruppo protettivo FMOC come carbammato.

## Preparazione
Può essere preparato per reazione tra il 9-fluorenilmetanolo con fosgene:

## Reattività
Il carbammato FMOC viene utilizzato come gruppo protettivo per le ammine. Viene introdotto dal FMOC-Cl come per esempio:
L'altro metodo utilizzato prende la reazione con il 9-fluorenil metil succinimidil carbonato (FMOC-OSu), ottenibile dallo FMOC-Cl per reazione con il sale di dicicloesilammonio della N-idrossi succinimmide.
Viene rimosso per trattamento con basi, come la piperidina, il cui meccanismo di cleavage è il seguente:
La protezione con FMOC ha trovato impiego nella sintesi peptidica in fase solida e per la sua rimozione con una soluzione di piperidina non disturba il linker acido labile tra il peptide e la resina.
Essendo il gruppo fluorenile altamente fluorescente, alcuni composti UV-inattivi possono essere fatti reagire per dare derivati con lo Fmoc, adatti per l'analisi HPLC in fase inversa. Usi analitici del FMOC-Cl che non utilizzano la cromatografia possono essere limitati dal fatto che l'eccesso FMOC-Cl deve essere rimosso prima di un'analisi di fluorescenza, altrimenti saturerebbe il segnale.

## Protezione delle ammine come Fluorenil metilossi carbonile (Fmoc)

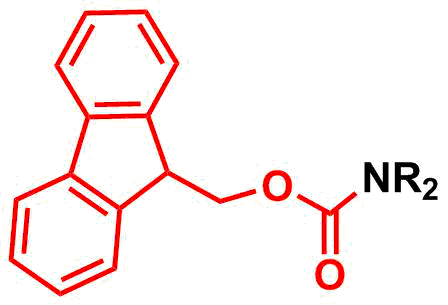
ammina Fmoc-protetta

Questo elenco riassume i principali metodi di introduzione e rimozione:

### Metodi di introduzione
- FMOC-Cl o fluorenilmetilossicarbonil azide (prodotta per reazione tra lo FMOC-Cl con la sodio azide) in una soluzione acquosa con diossano e bicarbonato di sodio.[1]

### Metodi di rimozione
- Trattamento con una soluzione al 20% di piperidina in DMF (ha un'emivita calcolata di 6 secondi in questa soluzione)[5]
- TBAF in DMF[6]